# Enophrys diceraus
Enophrys diceraus és una espècie de peix pertanyent a la família dels còtids.

## Descripció
- Fa 32 cm de llargària màxima i 760 g de pes.[6][7]

## Hàbitat
És un peix marí, demersal i de clima temperat que viu entre 0-380 m de fondària.

## Distribució geogràfica
Es troba al Pacífic nord: des del mar del Japó fins a Point Hope (Alaska), incloent-hi la Xina, el Japó, Corea i Rússia.

## Observacions
És inofensiu per als humans.